# Circondario di Kleve
Il circondario di Kleve è uno dei circondari (Kreis) della Renania Settentrionale-Vestfalia, in Germania.

## Storia
Il circondario nella sua forma attuale è stato creato nel 1975 quando i precedenti circondari di Kleve e Geldern sono stati unificati con le città di Emmerich am Rhein e Rees, insieme al municipio di Rheurdt.
I precedenti distretti di Kleve e Geldern erano a loro volta stati creati nel 1816 quando l'intera regione della Renania divenne provincia della Prussia. Molto approssimativamente essi corrispondevano alle regioni storiche del Ducato di Kleve e della Contea di Gheldria.
L'emblema del circondario è il frutto dell'unione degli emblemi delle due regioni storiche, ed è stato coniato nel 1983.

## Città e comuni
Fanno parte del circondario sedici comuni di cui otto sono classificati come città (Stadt). Cinque delle otto città sono classificate come media città di circondario (Mittlere kreisangehörige Stadt).
(Abitanti al 31 dicembre 2021)
Città
- Emmerich am Rhein, (media città di circondario) (30 854)
- Geldern, (media città di circondario) (33 733)
- Goch, (media città di circondario) (34 593)
- Kalkar (13 953)
- Kevelaer, (media città di circondario) (27 891)
- Kleve, (media città di circondario) (52 470)
- Rees (21 045)
- Straelen (16 232)

Comuni
- Bedburg-Hau (13 033)
- Issum (12 201)
- Kerken (12 564)
- Kranenburg (11 087)
- Rheurdt (6 566)
- Uedem (8 362)
- Wachtendonk (8 192)
- Weeze (11 900)